# جون جاي دونوفان
جون جاي دونوفان (بالإنجليزية: John J. Donovan) هو شخصية أعمال وعالم حاسوب ومهندس أمريكي، ولد في 12 فبراير 1942 في لين في الولايات المتحدة.